# Pierluca Azzaro
Pietro Luca „Pierluca“ Azzaro (* 1970 in Catania) ist ein italienischer Historiker.

## Leben und Wirken
Azzaro studierte Geschichte und Politikwissenschaften in Rom und Berlin. Er lehrt die Geschichte des politischen Denkens und die Geschichte Russlands und Osteuropas an der Fakultät für Politik- und Sozialwissenschaften der Università Cattolica del Sacro Cuore. Zudem ist er Herausgeber und Übersetzer der italienischen Ausgabe der Gesammelten Werke von Joseph Ratzinger für die Libreria Editrice Vaticana und Mitglied des Neuen Schülerkreises Joseph Ratzinger/Benedikt XVI. Er ist ordentliches Mitglied der Internationalen Akademie „Sapientia et Scientia“ mit Sitz in Rom.

## Schriften (Auswahl)
- Deutsche Geschichtsdenker um die Jahrhundertwende und ihr Einfluss in Italien. Kurt Breysig, Walther Rathenau, Oswald Spengler. Bern 2005, ISBN 3-03910-349-0.
- Eine Studie zur Monarchia. Basel 2016, ISBN 3-451-34834-9.
- mit Mary Ann Glendon (Hg.): Fundamental rights and conflicts among rights. Steubenville 2020, ISBN 978-1-73398-893-3.